# Fritz Travers
Friedrich „Fritz“ Travers (* 14. August 1874 in Karlsruhe; † 17. Juli 1929 in Wiesbaden) war ein deutscher Kommunalpolitiker (DVP). Von 1925 bis 1929 amtierte er als Oberbürgermeister von Wiesbaden.

## Leben
Nach dem Besuch des Gymnasiums in Frankfurt am Main studierte Travers ab 1893 Jura in Lausanne, München und Berlin. Er war ab 1897 Referendar an den Amtsgerichten Eltville und Wiesbaden, am Landgericht Wiesbaden und am Oberlandesgericht Frankfurt am Main 1902 wurde er Gerichtsassessor am Amtsgericht Wiesbaden, dann Rechtsanwaltssubstitut und zuletzt Rechtsbeistand der Deutschen Genossenschaftsbank Sörgel, Parrisius & Co. in Frankfurt am Main, bis er im Februar 1903 die neu geschaffene Stelle eines Magistratsassessors bei der Stadt Wiesbaden erhielt (im Magistrat als Referent ohne Stimmrecht; u. a. Dezernent der Armenverwaltung und stellvertretender Vorsitzender des Gewerbe- und Kaufmannsgerichts). Ab 1906 war er besoldeter Beigeordneter in Wiesbaden, ab 1913 Erster Beigeordneter (Bürgermeister), im Weltkrieg verantwortlich für die Lebensmittelversorgung. Nach der Ausweisung Karl Glässings durch die Besatzungsmacht Anfang 1919 führte Travers die Geschäfte des Oberbürgermeisters, wurde dann vom 13. Februar 1923 bis 12. November 1924 aber selbst ausgewiesen. Vom 26. Juni 1925 bis zu seinem Tod war er Oberbürgermeister von Wiesbaden.

## Ehrungen
1929 wurde er zum Ehrenmitglied des Nassauischen Vereins für Naturkunde ernannt.